# Leo Howard
Leo Howard (* 13. července 1997, Newport Beach, Kalifornie, Spojené státy americké) je americký herec. Svou hereckou kariéru zahájil v sedmi letech. Zahrál si ve filmech G. I. Joe (2009), Barbar Conan (2011) a v seriálech Nakopni to (2011–2015) nebo Na parket! (2013). Howard získal certifikát Guinnessovo knihy rekordů, když se stal nejmladším televizním režisérem, díky své práci na díle „Fight at the Museum“ ve čtvrté řadě seriálu Nakopni to, který zrežíroval v 16 letech. Aktuálně hraje vedlejší roli Tommyho v seriálu Why Women Kill.

## Životopis
Howard se narodil 13. července 1997 v Newport Beach v Kalifornii. Je synem Randye a Todda „Big Bulldog“ Howarda. Jeho rodiče jsou profesionální chovatelé psů a provozují ranč Big Bulldog Ranch, kde se specializují na chov anglických a francouzských buldočků. Howard má britské, ruské a rakouské kořeny. Navštěvoval křesťanskou školu Tri-City ve Vistě v Kalifornii. Kromě herectví se také zajímá o bojové umění. Ve čtyřech letech ho rodiče přihlásili na lekce v Oceanside v Kalifornii. Trénoval pod světovým šampionem bojových umění Mattem Mullinsem. Howard byl jeho nejmladším student ve třídě.

## Kariéra

### Herectví
Od mladého věku byl Howard fanouškem filmů Bruce Lee a Chuck Norris a obdivoval jejich schopnost začlenit bojová umění do herectví. V sedmi letech řekl své matce, že chce být hercem.
V roce 2005 se poprvé objevil na televizních obrazovkách v seriálu stanice USA Network Můj přítel Monk V roce 2009 získal první větší roli v pořadu stanice Disney Channel Leo Little's Big Show, zahrál si v rodinném filmu Aussie a Ted a akčním filmu G. I. Joe. Za film Prckové získal cenu Young Artist Award v kategorii nejlepší obsazení.
V roce 2011 si zahrál roli mladého Conana ve filmu Barbar Conan. V červnu roku 2011 získal hlavní roli Jacka v komediálním seriálu stanice Disney XD Nakopni to. Howard získal certifikát Guinnessovo knihy rekordů, když se stal nejmladším televizním režisérem, díky své práci na díle „Fight at the Museum“ ve čtvrté řadě seriálu Nakopni to, který zrežíroval v 16 letech.
V roce 2014 si zahrál hlavní roli ve filmu Andròn - Černý labyrint, po boku Aleca Baldwina a Dannyho Glovera. Hostující roli si zahrál v seriálu Labaratorní krysy. V roce 2019 získal vedlejší roli Tommyho v seriálu Why Women Kill.

### Hudba
V roce 2017 vydal se svou skupinou Ask Jonesy & Company, složené z Troye Romzeka (vokály / kytara), Lea (vedoucí kytara / vokály) a Rickyho Ficarelliových (basa / vokály), svůj první singl „Burning Fire“.

## Filmografie

### Film
| Rok  | Název                            | Role             | Poznámky |
| ---- | -------------------------------- | ---------------- | -------- |
| 2009 | Aussie and Ted's Great Adventure | Eric Brooks      |          |
| 2009 | G. I. Joe                        | mladý Snake-Eyes |          |
| 2009 | Prckové                          | Laser Short      |          |
| 2009 | Děti kukuřice                    | Další hlasy      |          |
| 2010 | Logan                            | Logan Hoffman    |          |
| 2011 | Barbar Conan                     | Mladý Conan      |          |
| 2014 | Andron – The Black Labyrinth     | Alexander        |          |
| 2016 | You're Gonna Miss Me             | Mav Montana      |          |

### Televize
| Rok        | Název                  | Role            | Poznámky                                                            |
| ---------- | ---------------------- | --------------- | ------------------------------------------------------------------- |
| 2005       | Můj přítel Monk        | Malý Karate Kid | díl: „Pan Monk jde opět domů“                                       |
| 2009–2011  | Leo Little's Big Show  | Leo Little      | hlavní role, 13 dílů                                                |
| 2009–2010  | Zeke a Luther          | Hart Hamlin     | 2 díly                                                              |
| 2011       | PrankStars             | Sám             | díl: „Stick to Me“                                                  |
| 2011–2015  | Nakopni to             | Jack Brewer     | hlavní role, 84 dílů také režisér dílu „Fight at the Museum“ (2014) |
| 2013       | Na parket!             | Logan Hunter    | vedlejší role, 7 dílů                                               |
| 2015       | Laboratorní krysy      | Troy West       | díl: „Bionic Action Hero“                                           |
| 2016       | Closer: Nové případy   | Gabe Young      | díl: „Přítomnost“                                                   |
| 2016       | Betch                  | Chaz            | díl: „A Lovely-Dovey Sketch Show“                                   |
| 2016–2017  | Zrůdno                 | Grover Jones    | hlavní role, 20 dílů                                                |
| 2016–2018  | WTH: Welcome to Howler | Gordie          | 7 dílů                                                              |
| 2018       | Santa Clarita Diet     | Sven            | 3 díly                                                              |
| 2018       | Love Daily             | Charlie         | díl: „Hit“                                                          |
| 2019       | Scorned                | Jake            | TV film                                                             |
| 2019–dosud | Why Women Kill         | Tommy Harte     | vedlejší role                                                       |

### Hudební videa
| Rok  | Název skladby | Umělec      |
| ---- | ------------- | ----------- |
| 2016 | „History“     | Olivia Holt |